# ФК „Пирин“ (Разлог)
ФК „Пирин“ е български професионален клуб, газиран в Разлог, играещ в Осма югозападна лига.

## История
Футболът в Разлог води началото си от 20-те години на ХХ век. По това време най-популярният клуб в града е Александър, който участва в първенството на Петричка спортна област.
През 1946 г. е учредено физкултурно дружество Пирин. Три години по-късно, по съветски модел, в Разлог са обособени няколко доброволни спортни организации на ведомствен принцип, най-известната от които е Септември. През 1957 г. те са обединени в дружество за физическа култура и спорт Пирин. През годините клубът участва единствено в долните дивизии на родния футбол. Печели за първи път промоция за Б група през сезон 1989/90. Дебютният сезон за „Пирин“ във втория ешелон – 1990/91 не е никак успешен. Отборът завършва на последното 19-о място и изпада във В група.
През 2002 г. клубът е преобразуван. През сезон 2011/12, под ръководството на треньора Иван Стойчев, завършва на 1-во място в Югозападна В група и за втори път в своята история печели правото да участва в Б група. През сезон 2013/14 „Пирин“ (Разлог) завършва на 7-о място във втория ешелон, което е най-доброто му класиране в досегашната история. На следващата година заема 10 място от 16 отбора. В началото на 2016 г., през зимната пауза на шампионата, община Разлог спира финансирането на клуба, а софийската компания ДИТ подпомага издръжката му през пролетния полусезон, като отборът завършва на 11-о място в крайното класиране и на 4 точки от зоната на изпадащите. За следващото първенство „Пирин“ се отказва от участие в професионалния футбол в новата Втора лига поради липса на финанси, а мястото му е попълнено от „Септември“ (София), собственост на „ДИТ Груп“. Така след обединение с „Малеш“ (Микрево) „Пирин“ е включен в новосформираната аматьорска Трета лига за сезон 2016/17.